# Лефтер, Раду
Раду Лефтер (рум. Radu Lefter; 31 марта 2001, Кобыльня, Шолданештский район, Молдова) — молдавский борец вольного стиля.

## Спортивная карьера
В конце июля 2017 года в Сараево завоевал бронзовую медаль на Первенстве Европы среди юношей. 8 июня 2019 года в испанском городе Понтеведра, уступив в финале Фейзулле Актюрку из Турции, стал серебряным призёром Первенства Европы среди юниоров.
 
16 января 2021 года во французской Ницце принимал участие на Мемориале Анри Дегляна, на котором в групповом раунде провёл три схватки, выиграв лишь одну против немца Эрика Тиле, и проиграв Радославу Барану из Польши и американцу Кайлу Снайдеру, не вышел из группы. 26 февраля 2021 года принимал участие на Международном турнире в Киеве, где в 1/8 финала уступил украинцу Валерию Андрейцеву, так как его соперник вышел в финал он через утешительные схватки дошёл до встречи за бронзовую медаль, в которой уступил Альберту Саритову из Румынии. 18 марта 2021 года участвовал на европейском квалификационном турнире к Олимпийским играм в Токио, где в квалификации проиграл Александру Гуштыну из Беларуси. 17 августа 2021 года на Первенстве мира среди юниоров до 21 года в Уфе, в схватке за бронзовую медаль проиграл Али Резе Абдоллахи из Ирана, заняв итоговое 5 место. 4 октября 2021 принимал участие на чемпионате мира в Осло, где в 1/8 финала потерпел поражение от иранца Моджтабы Голейджа и покинул турнир. 6 ноября 2021 года в Белграде, проиграв в финале Амиру Али Азарпире из Ирана, стал серебряным призёром чемпионата мира до 23 лет.
 
20 февраля 2022 года в болгарском городе Велико-Тырново завоевал бронзовую медаль на мемориале Дана Колова. В марте 2022 года в болгарском Пловдиве стал бронзовым призёром Первенства Европы среди борцов до 23 лет. 21 октября 2022 года в испанском городе Понтеведра неудачно выступил на Первенстве мира до 23 лет, где на стадии квалификации проиграл Ричарду Веху из Венгрии.
 
29 января 2023 года на Кубке памяти Ивана Ярыгина в Красноярске, в борьбе за бронзовую медаль проиграл россиянину Георгию Джиоеву, став в итоговом протоколе пятым. 25 февраля 2024 года неудачно выступил на рейтинговом турнире «Ибрагим Мустафа» в египетской Александрия, на котором уступил Владиславу Байцаеву. 18 марта 2023 года стал обладателем бронзовой медали на Первенстве Европы среди борцов до 23 лет в Бухаресте. 17 апреля 2023 года на чемпионате Европы в Загребе в 1/8 финала проиграл грузину Гиви Мачарашвили, однако его соперник дошёл до финала и он получил шанс побороться в утешительных схватках, в первой из которых уступил Ибрагиму Чифчи из Турции. В середине июня 2023 года завоевал бронзовую медаль на международном турнире «Кубок Степана Саркисяна» в Ереване. 18 сентября 2023 года на чемпионате мира в Белграде в 1/8 финала проиграл Кайлу Снайдеру. 25 октября 2023 года в Тиране на Первенстве мира среди борцов до 23 лет в финале уступил Исааку Трамблу из США, став серебряным призёром.

17 февраля 2024 года на чемпионате Европы в Бухаресте в 1/8 финала потерпел поражение от Александра Гуштына, покинув турнир. В начале марта 2024 года на международном турнире «Яшар Догу» в турецкой Анталье стал бронзовым призёром. 7 апреля 2024 года в Баку принимал участие на Европейском квалификационном турнире к Олимпийским играм в Париже, где выступал в весовой категории до 97 кг в 1/8 финала одержал победу над Магомедгаджи Нуровым из Северной Македонии, а в 1/4 финала проиграл Радославу Барану, оставшись без лицензии. 12 мая 2024 года в Стамбуле на Всемирном квалификационном турнире на туше уступил Магомеду Ибрагимову из Узбекистана. 25 мая 2024 года одолев в финале Сослана Джагаева из России стал Чемпионом Европы среди спортсменов до 23 лет.